# Groove Music
Groove Music (oficjalnie Xbox Music i Zune Music, także Microsoft Groove, wersja polska Muzyka Groove) – program komputerowy stworzony przez firmę Microsoft do transmisji, odtwarzania i katalogowania muzyki.
Program oferuje dostęp do ponad 38 milionów utworów. Dostęp do utworów można wykupić poprzez subskrypcje lub po zapłaceniu w Windows Store. Aplikacja dostępna jest: w systemie Windows 8, jego odpowiedniku mobilnym oraz nowszych wersjach systemu Windows, konsoli Xbox 360 i jej późniejszych edycjach oraz na systemach mobilnych: Android oraz iOS.

## Historia
Początkowo wszelkie pomysły dotyczące muzyki Microsoft opierał głównie na platformie Zune. Pierwowzorem Muzyki Groove był więc Sklep muzyczny Zune (Zune Music Marketplace). Oferował on dostęp do 11 milionów utworów. Projekt Zune nie przynosił jednak zysków, a także wystąpiły w nim błędy, postanowiono więc przerwać jego rozwój na początku 2010 roku. Mimo tego Zune istniał jeszcze w wersji na urządzenia mobilne.
W międzyczasie Microsoft postanowił rozwijać silną branżę konsol Xbox, w tym jej możliwości w zakresie multimediów. Powstał wtedy nowy sklep z muzyką i wideo.
9 lipca 2015 roku Microsoft przedstawił nową wersję (i zarazem markę oraz nazwę) aplikacji Xbox Music – Muzyka Groove. Program stał się komponentem systemu Windows 10. 17 września 2015 aplikacja znalazła się w systemie konsoli Xbox.

## Funkcje i rozwiązania

Dostępność usługi Groove na świecie:
Niebieski: dostępny Groove Pass
Ciemnoniebieski: dostęp tylko do Groove Music Store

| Funkcje Groove Music | Funkcje Groove Music |
| -------------------- | --- |
| Funkcja              | Opis |
| Groove Music Pass    | System subskrypcji, oferujący nieograniczony dostęp do wszystkich utworów bazy Groove, oraz nieograniczona transmisja muzyki.                                                   |
| Cloud Collection     | Rozwiązanie pozwalające użytkownikowi na utworzenie kolekcji wybranych utworów lub list odtwarzania, i uzyskanie dostępu do niej na każdym urządzeniu z aplikacją Groove Music. |
| APIs for developers  | Funkcja przeznaczona dla developerów aplikacji. Pozwala na dostęp do API. |